# تيد غرين
تيد غرين هو لاعب هوكي الجليد كندي، ولد في 23 مارس 1940 في وينيبيغ في كندا.

## وصلات خارجية
- تيد غرين على موقع دوري الهوكي الوطني (الإنجليزية)
- تيد غرين على موقع قاعة مشاهير الهوكي (لاعب أن.إتش.أل) (الإنجليزية)
- تيد غرين على موقع EliteProspects.com (الإنجليزية)
- تيد غرين على موقع HockeyDB.com (الإنجليزية)
- تيد غرين على موقع Hockey-Reference.com (الإنجليزية)